# Делап, Рори
Ро́ри Джон Де́лап (англ. Rory John Delap; род. 6 июля 1976 года, Саттон-Колдфилд, Англия) — футболист, игравший на позиции полузащитника, тренер. Родился в Англии, но провел 11 матчей за сборную Ирландии. Отец футболиста Лиама Делапа.

## Карьера игрока
Делап начал карьеру в «Карлайл Юнайтед» и позже перейдя в команду Премьер-лиги «Дерби Каунти» в 1998. Спустя 3 года перешёл в «Саутгемптон», где отыграл 5 лет. После перешёл в «Сандерленд», где надолго не задержался и вскоре был отдан в аренду в «Сток Сити». Уже во второй игре за «гончаров» сломал ногу, но это не помешало в январе 2007 года, заключить полноценный контракт со «Стоком». В будущем став одним из важнейших игроков команды, помогший своими длинными вбрасывания из аута, заработать повышение и выйти в Премьер-лигу.

## Вбрасывание из-за боковой
Будучи школьником, был местным чемпионом по метанию копья.
Его ауты, которые менеджер «Астон Виллы» Мартин О’Нил сравнил «с угловыми или со штрафными», часто летели на 30 или 40 метров и достигали скорости 60 км/час. В «Сток Сити» играл его ученик Шоттон. Именно его ауты продолжали запугивать соперников «Сток Сити», т. к. Делап научил воспитанника «Сток Сити» их вбрасывать.
Тони Пьюлис: 
«Это создаёт много проблем для обороняющихся. Я думаю, это из-за того, что он вбрасывает слишком плоско. Мяч не летит высоко в воздух, а идёт креном, и защитникам соперника очень тяжело понять, куда он приземлится.» 